# Kōyama-ji
Le Kōyama-ji (甲山寺) est le 74e temple du pèlerinage de Shikoku. Il est situé à Zentsūji, dans la préfecture de Kagawa au Japon.

## Galerie

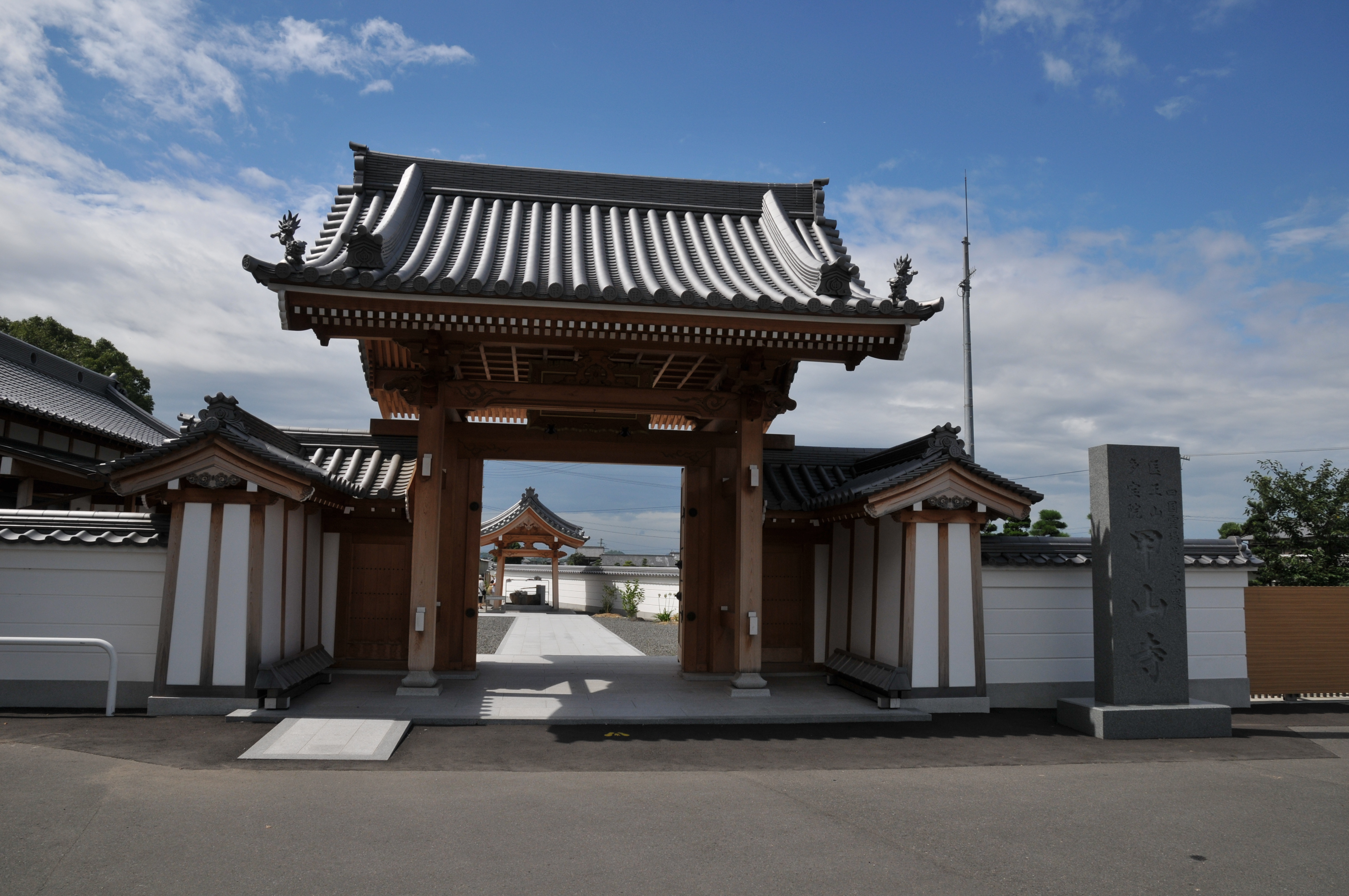
La porte du temple.
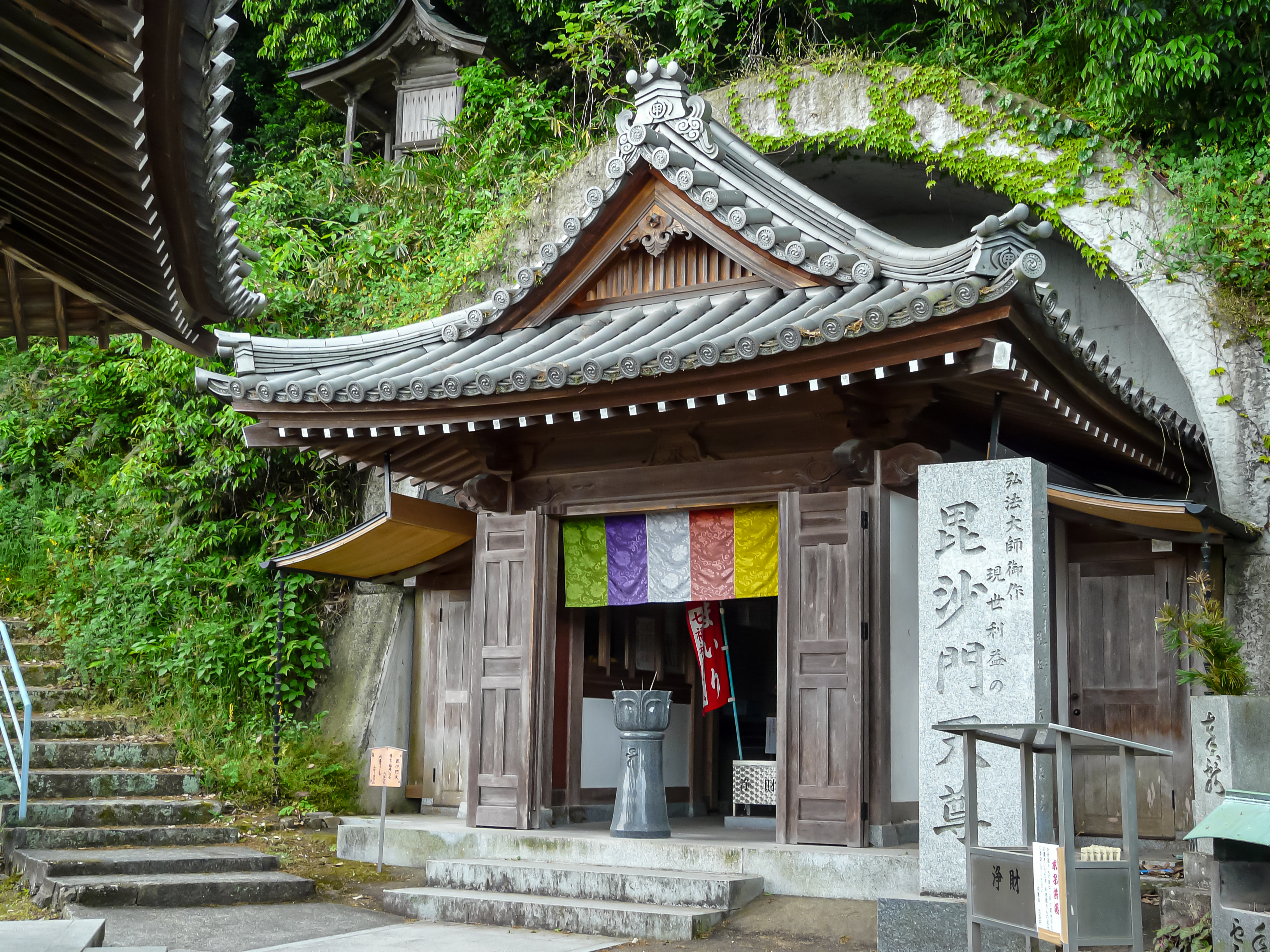
Tamonten-dō.
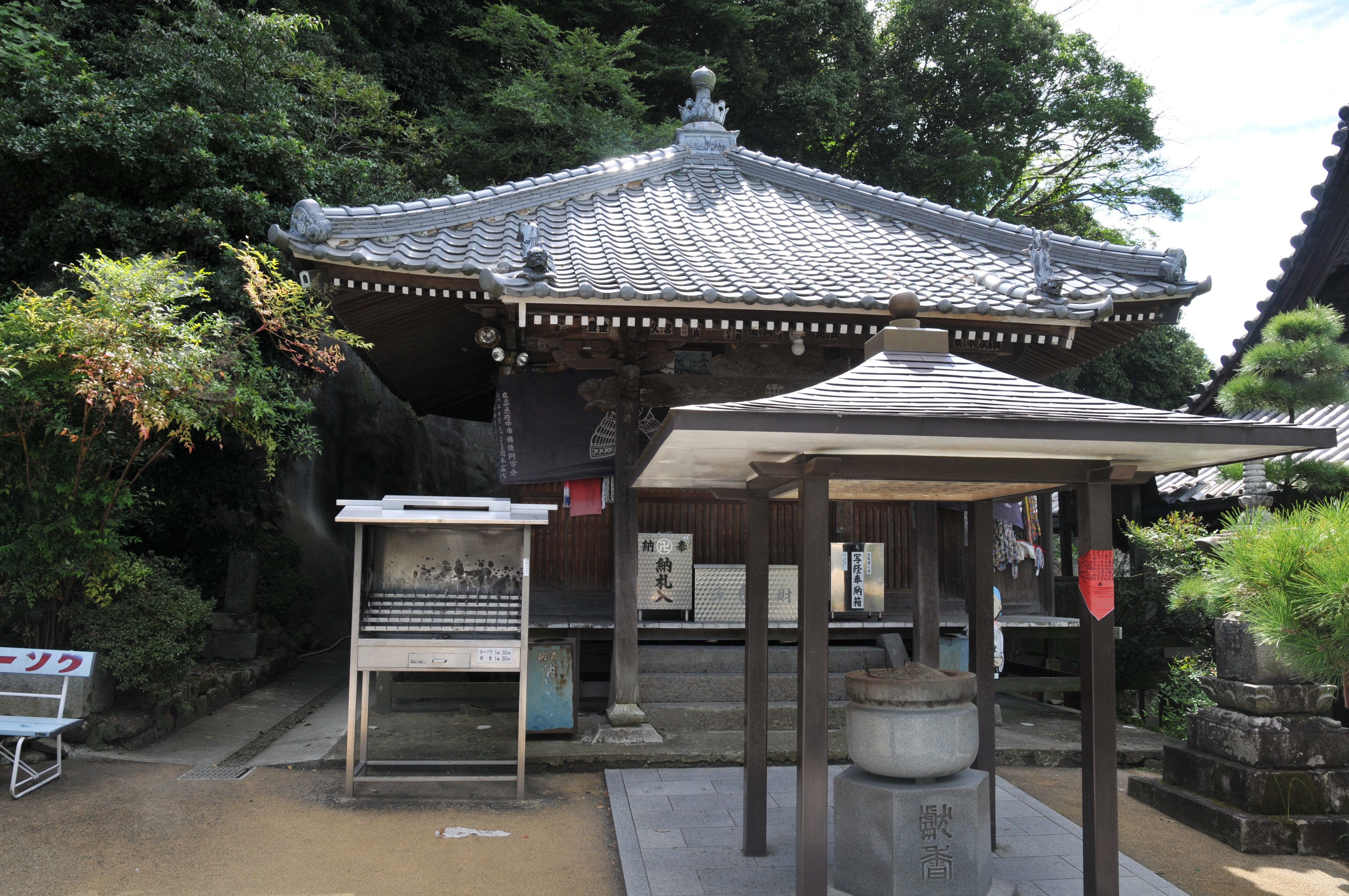
Daishi-dō.